# ホセ・S・ラウレル3世
ホセ・ソテロ・イダルゴ・ラウレル3世（José Sotero Hidalgo Laurel III、1914年8月27日 - 2003年1月6日）は、フィリピンの外交官。第6代駐日フィリピン大使。父は日本軍政下でフィリピン第3代大統領を務めたホセ・ラウレル。

## 経歴
1914年8月27日生まれ。1934年から1937年まで東京の陸軍士官学校で学ぶ。
1966年から1971年まで、彼は駐日フィリピン大使を務めた。
1976年、フィリピン元日本留学生連盟（PHILFEJA）を発足させた。

## 栄典
- リサール最高司令官・騎士勲章[1]
- シカツナ大十字勲章